# Meteora (Gemeinde)
Meteora (griechisch Μετέωρα) ist die flächengrößte Gemeinde der griechischen Region Thessalien. In ihrer heutigen Ausdehnung wurde sie 2011 als Gemeinde Kalambaka (Δήμος Καλαμπάκας Dímos Kalambákas) gebildet und 2018 nach den nahegelegenen Meteora-Klöstern umbenannt. Verwaltungssitz der 21.991 Einwohner zählenden Gemeinde ist die Stadt Kalambaka.

## Lage
Das Gemeindegebiet erstreckt sich im Nordwesten Thessaliens über 1650,19 km² und ist somit die zweitgrößte Gemeinde Griechenlands. Nachbargemeinde im Süden ist Trikala. Im Westen an der Grenze zur Region Epirus reicht das Gemeindegebiet bis zu den Höhenzügen der Bergmassive Lakmos und Tzoumerka des südlichen Pindos-Gebirges. Im Norden und im Nordosten an der Grenze zur Region Westmakedonien liegen die Chasia-Berge und Antichasia-Berge. Wenige Kilometer nördlich von Kalambaka vereinigen sich die Flüsse Mourgani, Malakasiotikos und Klinovitikos zum Pinios der östlich der Stadt von Nordnordwest nach Südsüdost in die thessalische Tiefebene fließt.

## Verwaltungsgliederung
Eine Gemeinde Kalambaka existiert bereits seit 1946; diese ging aus der 1912 gegründeten Landgemeinde hervor und entsprach in ihrer Ausdehnung ungefähr dem heutigen Stadtbezirk. Mit der Gemeindereform 1997 wurde die Gemeinde mit acht Landgemeinden zusammengeschlossen.
Die heutige Ausdehnung erfuhr die Gemeinde unter der Bezeichnung Kalambaka nach der Verwaltungsreform 2010 aus dem Zusammenschluss der 1997 gebildeten Gemeinden Kalambaka, Vasiliki, Kastania, Klinovos, Malakasi, Tymfea und Chasia sowie der Landgemeinde Aspropotamos. Verwaltungssitz der Gemeinde ist Kalambaka. Die ehemaligen Gemeinden bilden seither Gemeindebezirke. Die Gemeinde ist weiter in den Stadtbezirk Kalambaka und 50 Ortsgemeinschaften untergliedert. Die Umbenennung in Meteora erfolgte 2018.
| Gemeindebezirk | griechischer Name             | Code   | Fläche (km²) | Einwohner 2011 | Stadtbezirk/Ortsgemeinschaften (Δημοτική / Τοπική Κοινότητα)                                 | Lage |
| -------------- | ----------------------------- | ------ | ------------ | -------------- | -------------------------------------------------------------------------------------------- | ---- |
| Kalambaka      | Δημοτική Ενότητα Καλαμπάκας   | 260201 | 275,862      | 12.000         | Kalambaka, Avra, Vlachava, Diava, Kastraki, Krya Vrysi, Megali Kerasea, Orthovouni, Sarakina |      |
| Aspropotamos   | Δημοτική Ενότητα Ασπροποτάμου | 260202 | 298,173      | 00419          | Kalliroi, Agia Paraskevi, Anthousa, Katafyto, Kranea, Polythea, Stefani, Chaliki             |      |
| Vasiliki       | Δημοτική Ενότητα Βασιλικής    | 260203 | 041,858      | 02.200         | Vasiliki, Theopetra, Peristera                                                               |      |
| Kastania       | Δημοτική Ενότητα Καστανιάς    | 260204 | 149,705      | 00868          | Kastanea, Amarando, Ambelochori, Elafi, Kalomira, Matoneri                                   |      |
| Klinovos       | Δημοτική Ενότητα Κλεινοβού    | 260205 | 181,389      | 01.345         | Klino, Aidona, Glykomilea, Kalogriani, Paleochori, Chrysomilea                               |      |
| Malakasi       | Δημοτική Ενότητα Μαλακασίου   | 260206 | 157,458      | 01.000         | Panagia, Korydallos, Malakasi, Pefki, Trygona                                                |      |
| Tymfea         | Δημοτική Ενότητα Τυμφαίων     | 260207 | 262,386      | 01.298         | Koniskos, Gerakari, Kallithea, Longa, Mavreli, Flambouresi, Fotino                           |      |
| Chasia         | Δημοτική Ενότητα Χασίων       | 260208 | 291,920      | 02.861         | Asprokklisia, Agiofyllo, Agnandia, Achladea, Gavros, Kakoplevri, Oxynia, Skepari             |      |
| Gesamt         | Gesamt                        | 2602   | 1.658,751    | 21.991         |                                                                                              |      |